# 一色さゆり
一色 さゆり（いっしき さゆり、1988年10月15日 -）は、日本の小説家、推理作家。一色さゆりは佯名である。

## 経歴・人物
京都府京都市出身。静岡県静岡市在住。2012年、東京芸術大学美術学部芸術学科卒業。卒業後東京での3年間のギャラリー勤務を経て、2015年9月から香港中文大学大学院美術研究科修士課程に在籍。同年、「神の値段」で宝島社が主催する第14回『このミステリーがすごい!』大賞の大賞を受賞する（同時受賞は城山真一「ザ・ブラック・ヴィーナス」。選考委員は大森望、香山二三郎、茶木則雄、吉野仁）。「これまでにないアートミステリーを目指して夢中になって執筆した。書き終えてから、アートの面白さに改めて気づかされた」との旨を発表している。2016年4月から美術館に勤務している。

## 作品

### 単著

#### 「コンサバター」シリーズ
- コンサバター 大英博物館の天才修復士（2020年6月 幻冬舎文庫）
- コンサバター 幻の《ひまわり》は誰のもの（2021年1月 幻冬舎文庫）
- コンサバター 失われた安土桃山の秘宝（2022年4月 幻冬舎文庫）
- ルーヴル美術館の天才修復士 コンサバターIV（2024年2月 幻冬舎文庫）
- ダ・ヴィンチの遺骨 コンサバターV（2024年3月 幻冬舎文庫）

#### その他の小説
- 神の値段（2016年2月 宝島社 / 2017年1月 宝島社文庫）
- 嘘をつく器 死の曜変天目（2017年8月 宝島社）
  - 【改題】骨董探偵 馬酔木泉の事件ファイル（2018年7月 宝島社文庫）
- 絵に隠された記憶 熊沢アート心療所の謎解きカルテ（2019年5月 宝島社文庫）
- ピカソになれない私たち（2020年3月 幻冬舎 / 2022年9月 幻冬舎文庫）
- 飛石を渡れば（2021年1月 淡交社）
  - 収録作品：飛石を渡れば / 亥歳のトラ / 春告草 / 巡るとき / 十三まいり / 落し文 / ガーデン・イン・ザ・レイン / 終わらない祭り / 宿るものたち / 待宵月 / 繕いの夜 / かおる夢 / 喜寿の好日
- 光をえがく人（2021年6月 講談社 / 2023年6月 講談社文庫）
  - 収録作品：ハングルを追って / 人形師とひそかな祈り / 香港山水 / 写真家 / 光をえがく人
- ジャポニスム謎調査 新聞社文化部旅するコンビ（2022年6月 双葉文庫）
- カンヴァスの恋人たち（2023年4月 小学館）
- ユリイカの宝箱 アートの島と秘密の鍵（2024年1月 文春文庫）
  - 収録作品：私を見つめ直す旅 / 日常を好きになる旅 / 過去とサヨナラする旅 / 一緒に未来へ向かう旅
- 音のない理髪店（2024年10月 講談社）
- モネの宝箱 あの日の睡蓮を探して（2025年1月 文春文庫）

### アンソロジー
「」内が一色さゆりの作品
- 3分で読める！ 眠れない夜に読む心ほぐれる物語（2021年7月 宝島社文庫）「夜のラジオ」
- 3分で読める！ 誰にも言えない○○の物語（2022年5月 宝島社文庫）「誰にも言えない家族の物語」
- 3分で仰天！ 大どんでん返しの物語（2023年1月 宝島社文庫）「夜のラジオ」
- 3分で読める！ ティータイムに読むおやつの物語（2023年4月 宝島社文庫）「コーヒーが飲めない僕だけど」